# اردک‌ماهی‌سانان
اردک‌ماهی‌سانان (Esociformes) راسته کوچکی از ماهیان پرتوباله هستند.
این راسته شامل پنج خانواده و ۱۰ گونه است که همگی به آب شیرین محدود می‌شوند.
این راسته شامل یک سرده از اردک‌ماهی‌ها و سه سرده از لجن‌ماهی‌ها است.

## ریخت‌شناسی
بدن همهٔ گونه‌ها به ماهیان شکاری انتظاری مربوط می‌شود. باله‌های پشتی و مخرجی در عقب بدن قرار گرفته‌اند و اندازهٔ آن‌ها حدوداً مساوی یکدیگر است و با یکدیگر در یک ردیف قرار گرفته‌اند. بالهٔ چربی وجود ندارد. همچنین زواید باب‌المعده‌ای دیده نمی‌شود. دندان بر روی استخوان فکی و استخوان تر قوه‌ای میانی در کمربند شانه‌ای نیز وجود ندارد. اردک‌ماهی‌ها با پوزه‌های بلند و دم دو شاخهٔ خود شکارچیان انتظاری مشخص به‌شمار می‌آیند و در دریاچه‌های دارای علف هرز و سایر توده‌های آبی با جریان کند ماهی‌خواران مهم به حساب می‌آیند.

## لجن‌ماهیان
لجن‌ماهیان بر خلاف اردک‌ماهی‌ها همگی کوچک هستند و به ندرت به طول ۲۰ سانتی متر می‌رسند. این ماهیان پوزهٔ کند و دم گرد دارند. با این حال شکارچیان انتظاری حریص و درنده‌ای هستند که از بی‌مهرگان تغذیه می‌کنند. آن‌ها بیشتر در استخرها، دریاچه‌ها و مرداب‌های پر از گیاه هرز جایی که دمای آب ممکن است بسیار گرم شود و میزان اکسیژن کم است دیده می‌شود.